# Somnilogi
Somnilogi, att tala i sömnen, är en parasomni som inte har någon koppling till sjuklighet. Den som pratar i sömnen gör det i ytlig sömn, sömnstadium 1 och 2, inte under en dröm. Det är oklart varför man pratar i sömnen.